# Taltrast
Taltrast (Turdus philomelos) är en fågel inom familjen trastar som förekommer i stora delar av Palearktis så långt österut som Bajkalsjön. Den delas upp i två till fyra underarter. Den har brun ovansida och svartprickig gulvit eller gulbrun undersida. Dess karakteristiska sång, med upprepade musikaliska fraser, har ofta omnämnts i poesi. 
Taltrasten häckar i skogar, trädgårdar och parker. Den är delvis flyttfågel och många fåglar övervintrar i södra Europa, Nordafrika och Mellanöstern. Den har även introducerats till Nya Zeeland och Australien. Fastän den inte är hotad globalt sett har allvarliga populationsminskningar skett i delar av Europa, möjligen på grund av förändringar i jordbruksmetoder. 
Taltrasten bygger sitt skålformade rede i en buske eller ett träd, men även direkt på marken, och lägger vanligtvis fyra till fem ägg. Den är allätare och har vanan att använda en favoritsten som "städ" för att krossa sniglar mot. Liksom andra tättingar drabbas den av inre och yttre parasiter och vanliga predatorer är katter och rovfåglar.

## Utbredning och systematik
Taltrasten häckar i så gott som hela Europa (men inte i större delen av Iberiska halvön, Italiens lågländer eller södra Grekland). Österut finns den i Ukraina och Ryssland nästan till Bajkalsjön.
Den når 75°N i Norge, men bara omkring 60°N i Sibirien. I de norra delarna av sitt utbredningsområde är taltrasten flyttfågel. Fåglar från Skandinavien, Östeuropa och Ryssland övervintrar runt Medelhavet, Nordafrika och Mellanöstern, men bara vissa av fåglarna i den mildare västra delen av häckningsutbredningen lämnar sina häckningsområden. De flyttar i september till oktober och återvänder till sina nordliga häckningsplatser i slutet av mars till början av maj. Taltrast har förekommit som tillfällig gäst på Grönland, andra öar i Atlanten samt i Västafrika. Läs mer under Flyttning

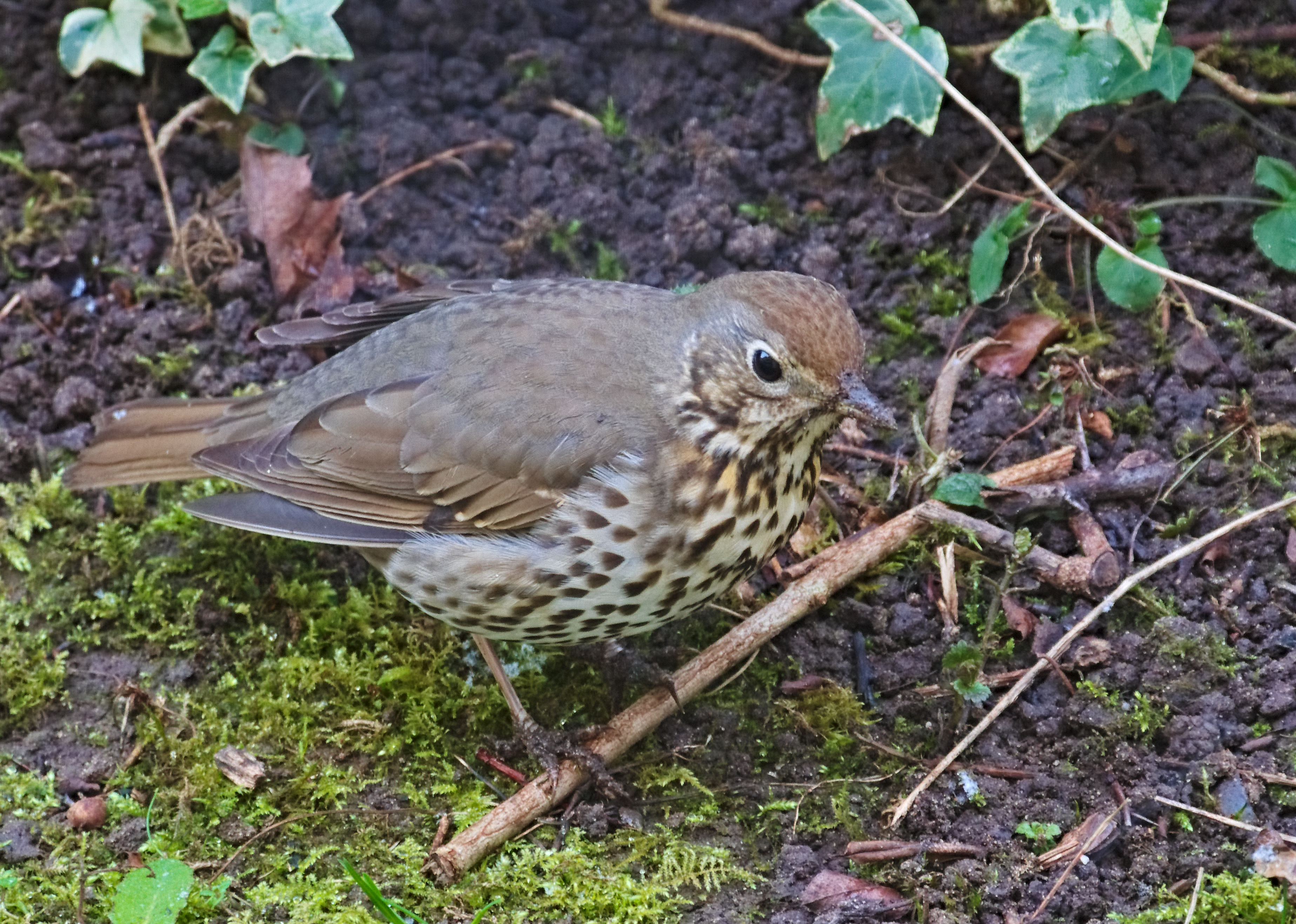
Taltrast i Tyskland.

Taltrasten förekommer även i Australien, där den introducerades på 1850-talet till delstaten Victoria. Idag finns den främst i parker och trädgårdar i Melbourne. Den introducerades också under 1860-talet till New South Wales och Queensland, och senare till Canberra men ingen av dessa populationer överlevde. Den australiska populationen är stannfågel och häckar från januari till september. Den har även introducerats till St. Helena under åren 1824, 1852 och 1869, men inte heller dessa populationer överlevde. Däremot överlevde populationen som introducerades till Nya Zeeland 1862 där den idag finns spridd över hela landet och är ett av de största skadedjuren för fruktodlare. Fåglar av nominatformen introducerades i Nya Zeeland och Australien synbarligen av helt känslomässiga skäl. I Nya Zeeland, där den introducerades på båda huvudöarna, etablerades taltrasten snabbt och spred sig till omkringliggande öar såsom Kermadecöarna, Chathamöarna och Aucklandöarna. I Nya Zeeland tycks det ske en begränsad skadeverkan på vissa ryggradslösa djur på grund av introducerade fågelarter. Som introducerad art har den inget lagstadgat skydd i Nya Zeeland, och kan dödas när som helst.

### Systematik
Taltrasten beskrevs första gången taxonomiskt av den tyske ornitologen Christian Ludwig Brehm 1831, och bär fortfarande sitt ursprungliga vetenskapliga namn, Turdus philomelos. Den brukar delas vanligen upp i fyra underarter:
- Turdus philomelos hebridensis (Clarke, 1913) – huvudsakligen stannfågel på Yttre Hebriderna och Isle of Skye i Skottland
- Turdus philomelos clarkei (Hartert, 1909) – häckar i övriga Storbritannien, på Irland och i kontinentala Europa i Frankrike, Belgien, Nederländerna och möjligen något längre österut; partiell flyttare som övervintrar i södra Frankrike och på Iberiska halvön; hybridiserar med nominatformen i Centraleuropa, och med T. p. hebridensis på Inre Hebriderna och västra Skottland
- vanlig taltrast[15] Turdus philomelos philomelos – nominatformen dominerar över större delen av taltrastens utbredningsområde.
- Turdus philomelos nataliae (Buturlin, 1929) – häckar i de östligaste delarna av utbredningsområdet i regionen från Sajanbergen till Bajkalsjön och i norra Iran; övervintrar i södra Iran[12]

### Släktskap med andra trastar
Data från en molekylärstudie utförd 2007 indikerar att taltrastens närmaste släktingar är dubbeltrast (T. viscivorus) och kinesisk trast (T. mupinensis) som båda har liknande teckning som taltrasten. Dessa tre arter är tidiga utskott från Turdus-släktets utvecklingslinje innan de diversifierades och spreds över jorden. Deras släktskap med övriga europeiska trastar, som exempelvis koltrasten (T. merula), är däremot inte lika nära.
Senare studier indikerar att taltrast, kinesisk trast och dubbeltrast visserligen står långt ifrån övriga trastar, men är inte varandras närmaste släktingar och utgör flera tidiga utvecklingslinjer, inte en enda. Istället för att utgöra en gemensam grupp bildar de en grad, där kinesisk trast (tillsammans med afrikanska jordtrasten), dubbeltrast och taltrast successivt är närmare släkt med övriga trastar, i den ordningen.

## Utseende, fältkännetecken och läte

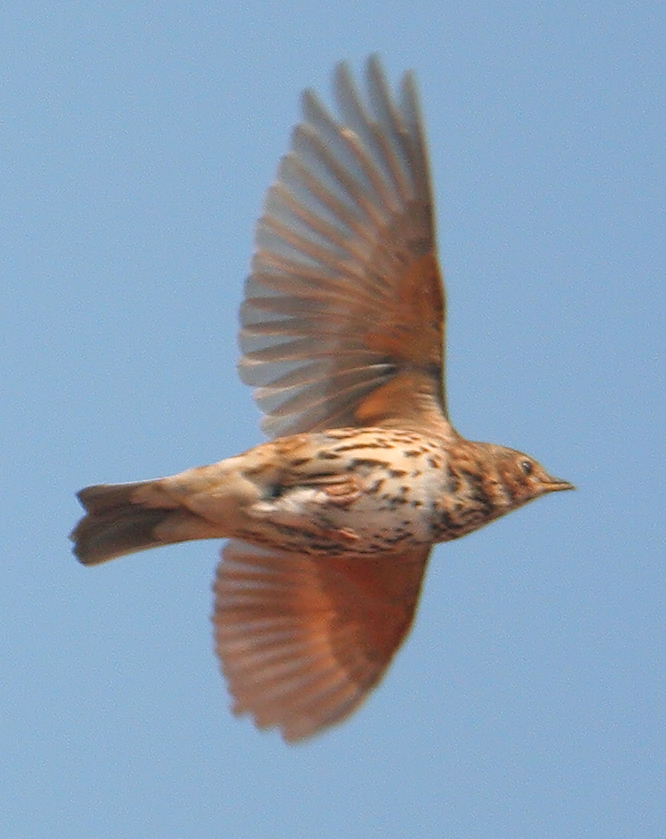
Taltrast i flykten.

Nominatformen av taltrast (T. p. philomelos) är mellan 20 och 23,5 centimeter lång, har ett vingspann på ungefär 33–36 centimeter och väger 50–107, i snitt mellan 65 och 90 gram. Könen är lika. På ovansidan är den ganska ljust brun och på undersidan gulvit eller brungul, blekare på buken, med mörka fläckar. Undersidan av vingen är grå och de undre vingtäckarna är varmt rostgula. Näbben är gulaktig och benen och fötterna är rosa. Juvenilerna liknar adulta fåglar, men har gulbruna eller orange ränder på stjärt- och vingtäckarna.

### Morfologiska skillnader mellan taxonen
Klinalt blir ovansidan kallare i tonen från väster till öster över häckningsutbredningen från Sverige till Sibirien.
- Turdus philomelos hebridensis är den mörkaste underarten, med mörkbrun rygg, gråaktig gump, blekt gulbrun bakgrundsfärg på undersidan och gråkantade sidor.[3]
- Turdus philomelos clarkei har brun ovansida som är varmare i tonen än motsvarande hos nominatformen, en olivkantad gump och rikt gul bakgrundsfärg på undersidan.

De förekommer hybrider mellan de olika taxonen och dessa uppvisar mellanformer i morfologi och dräktkaraktärer.

### Läte
Taltrasten har ett kort, skarpt tsip-läte, som under flyttningen ersätts av ett tunt högt siip, liknande rödvingetrastens men kortare. Varningslätet är ett explosivt smattrande "tix-itix-itix..." som blir kortare och mer högröstat med ökande fara. Taltrastens sång kan likna koltrastens men består av korta motiv som upprepas flera gånger. Hanens sång, som framförs från träd, tak eller andra upphöjda platser, är en hög klar löpning av musikaliska fraser, som upprepas två till fyra gånger, filip filip filip codidio codidio quitquiquit tittit tittit tereret tereret tereret, och blandas med gnisslande noter och härmningar. Nominatformen framför sin sång främst från november till juli medan underarten T. p. hebridensis på Yttre Hebriderna främst sjunger från februari till juni. För dess vikt har denna art ett av de mest högljudda fågellätena.
 Taltrastens sång (fil)
En enskild hane kan ha en repertoar på mer än 100 fraser, av vilka många har kopierats från dess föräldrar och från grannfåglar. Taltrastar kan imitera bland annat ljud från föremål tillverkade av människor, som telefoner, och taltrasten upprepar också läten från fåglar i fångenskap.

### Förväxlingsmöjligheter med andra arter
Den europeiska art som till utseendet mest liknar taltrasten är rödvingetrast (T. iliacus), som bäst särskiljs genom sitt kraftiga vita ögonbrynsstreck, röda kroppssidor och att undersidan av vingen är röd vilket syns i flykten. Dubbeltrasten (T. viscivorus) är mycket större, har vita hörn på stjärten och vita undre vingtäckare. Den art som till utseendet är allra mest lik taltrasten är annars den närbesläktade kinatrasten (T. mupinensis), men den har svarta markeringar i ansiktet och utbredningsområdena överlappar ej.

## Ekologi
Taltrasten är vanligen inte social, men flera fåglar kan sova tillsammans på vintern eller i lämpliga födoområden vara löst förbundna, ibland med andra trastar som koltrast, björktrast, rödvingetrast och taigatrast. Till skillnad från de mer kringströvande björktrastarna och rödvingetrastarna tenderar taltrasten att återvända regelbundet till samma vinterkvarter. Den är en monogam revirhävdande art, och i områden där den helt och hållet är flyttfågel återupprättar hanen sitt häckningsrevir och börjar sjunga så snart han återvänder. I de mildare områdena där vissa fåglar stannar året om är hanen kvar i sitt häckningsrevir, där den sjunger emellanåt, medan honan i vissa fall upprättar ett separat vinterområde tills parbildningen återupptas i början av våren.

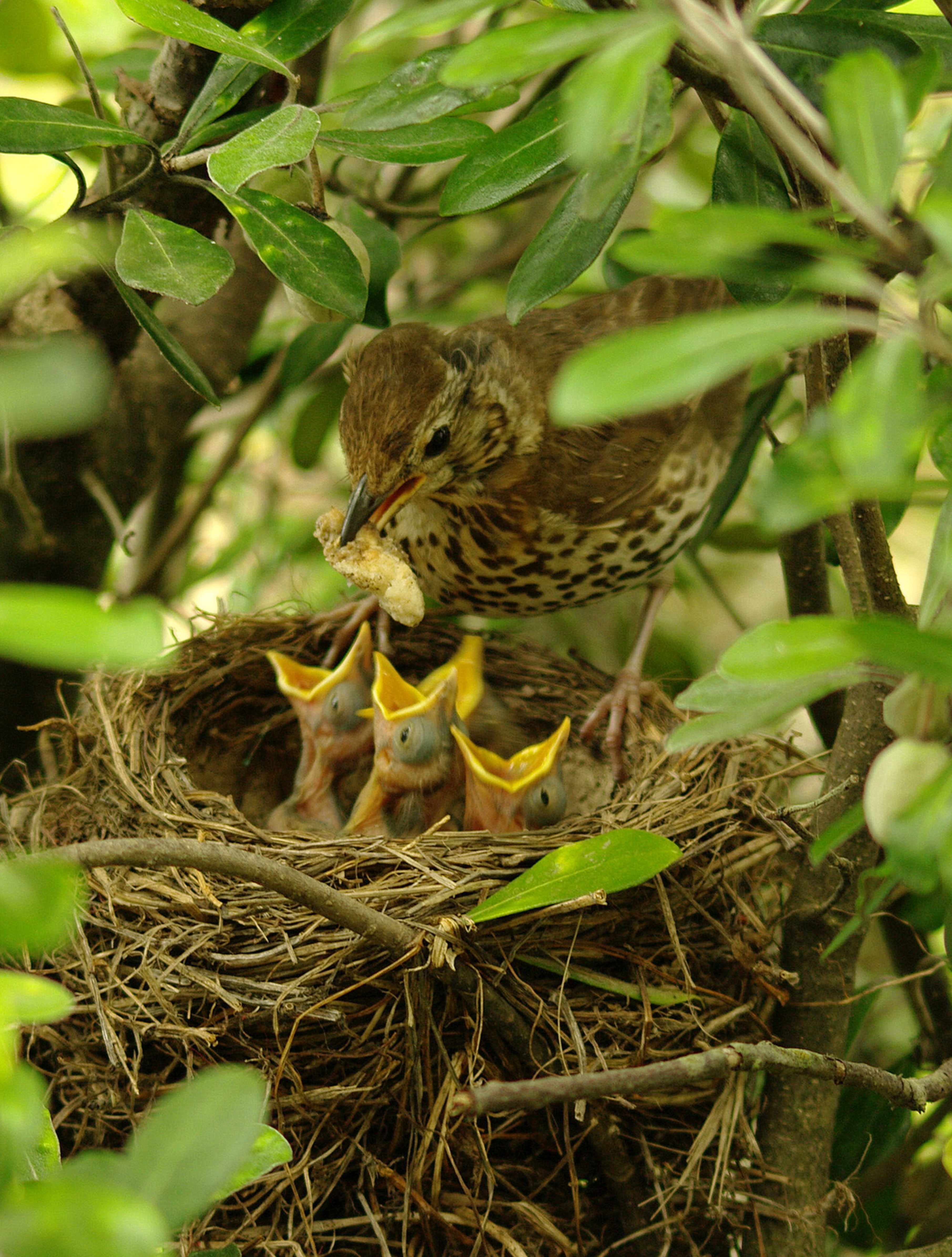
Taltrast som matar sina ungar.

### Biotop
Taltrasten häckar vanligen i skogar med mycket undervegetation och mer öppna områden i närheten, och använder i västra Europa även trädgårdar och parker. Den häckar upp till trädlinjen och når 2200 meter i Schweiz. Underarten T. p. hebridensis häckar i mer öppna landskap, däribland hedar, och i den östra delen av taltrastens eurasiska utbredningsområde är nominatformen begränsad till kanten av de täta barrskogarna.
I intensivt uppodlade områden där jordbruksmetoder tycks ha gjort skördade marker olämpliga är trädgårdar viktiga häckningsplatser. I en undersökning i England hittades endast 3,5 % av taltrastarnas revir i odlade områden, medan 71,5 % fanns i trädgårdar, trots att dessa utgjorde endast 2 % av den totala ytan. De återstående resterna låg i skogsområden (1 % av den totala ytan).
Vinterhabitatet liknar häckningsområdet, utom att höga lägen och andra exponerade platser undviks. Underarten T. p. hebridensis frekventerar dock havsstranden på vintern.

### Häckning

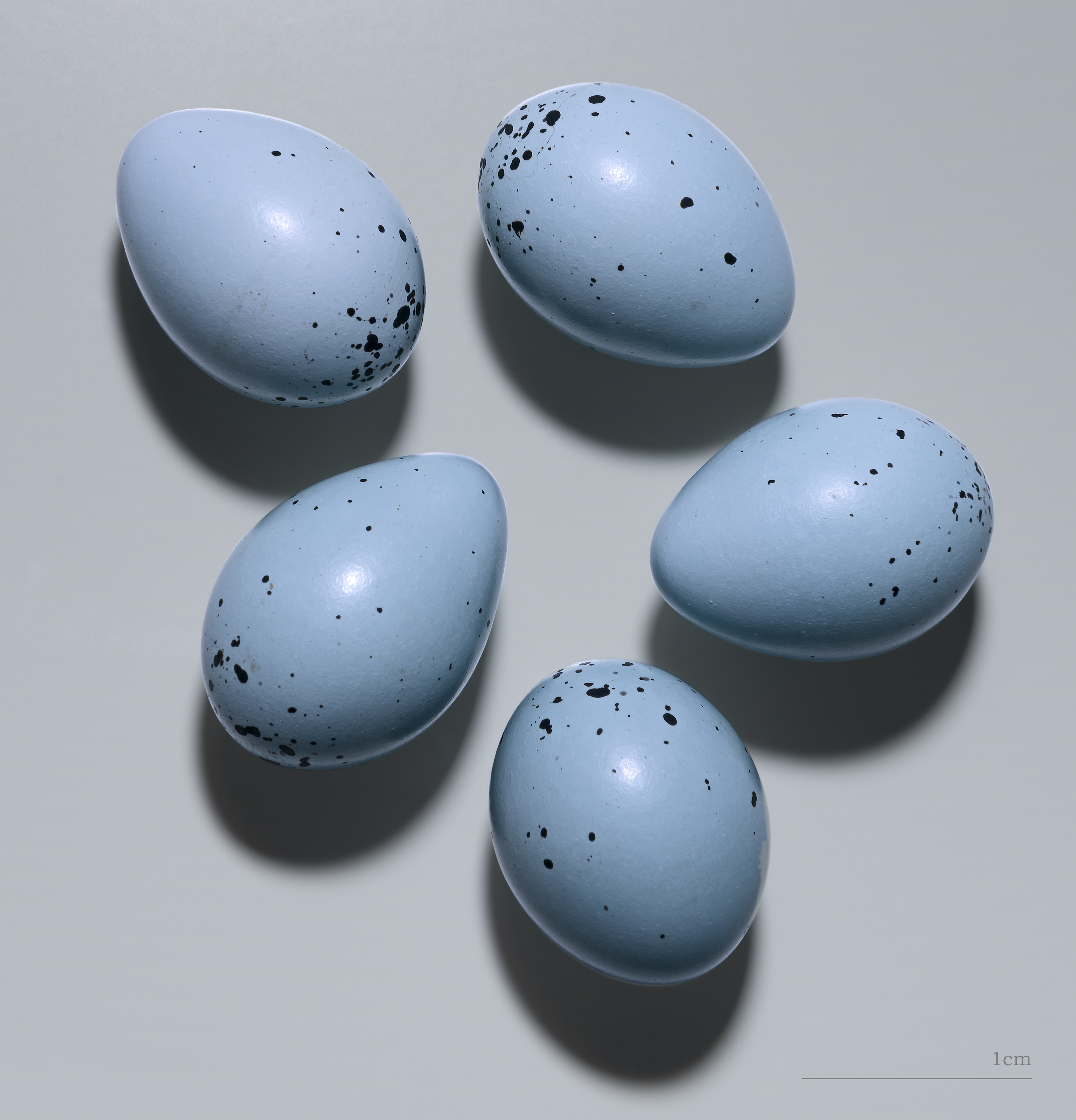
Taltrastägg.

Taltrasten brukar häcka mellan april och juli. Honan bygger ett prydligt skålformat rede som inreds med lera, torra grässtrån och träsmulor, och fodras med ett vedliknande material, bestående av murken ved och spott. Boet placeras i en buske, ett träd eller en ranka, eller i den hebridiska underartens fall på marken. Den lägger fyra eller fem glansiga blåa ägg med svarta eller lila prickar. De är vanligen 2,7 x 2,0 centimeter i storlek och väger 6,0 gram, av vilka 6 % av vikten utgörs av skalet. Honan ruvar äggen ensam i tio till 17 dagar, och efter kläckningen tar det ungefär lika lång tid tills ungarna blir flygga. Två eller tre kullar på ett år är normalt, men i den norra delen av utbredningsområdet förekommer att bara en kull föds. I genomsnitt överlever 54,6 % av ungfåglarna i Storbritannien sitt första levnadsår, och den årliga överlevnadsgraden för adulta fåglar är 62,2 %. Den genomsnittliga livslängden är tre år, men den högsta uppmätta åldern är tio år och åtta månader.
Taltrasten är ibland värddjur för häckningsparasiterande gökar, men detta är mycket ovanligt eftersom trasten har förmågan att urskilja gökens ägg. Taltrasten visar dock inte samma aggressivitet mot adulta gökar som koltrasten gör. Den population som har introducerats i Nya Zeeland, där göken inte förekommer, har behållit förmågan att känna igen och stöta bort ägg som inte liknar dess egna.

### Hot och dödlighet
Vanliga predatorer av adulta taltrastar är katter, minervauggla och sparvhök, och ägg och boungar tas av skata, nötskrika och, där de förekommer, grå ekorre. Liksom hos andra tättingar är parasiter vanliga, däribland endoparasiter, såsom rundmasken Splendidofilaria (Avifilaria) mavis vars artnamn mavis just härrör från denna trast. En rysk undersökning av blodparasiter visade att alla björktrastar, rödvingetrastar och taltrastar som undersökts bar på blodparasiter, särskilt Haemoproteus  och Trypanosoma. Fästingar är också vanliga, och kan bära smittoämnen, däribland hjärninflammation i skogiga områden i centrala och östra Europa och Ryssland, och, mer utbrett, Borrelia-bakterier. Vissa arter av Borrelia orsakar sjukdomen borrelia, och fåglar som födosöker på marken, som taltrasten, kan fungera som reservoar för sjukdomen.

### Flyttning
Den flyttar mestadels nattetid med stark och direkt flykt. Den flyger i lösa flockar som korsar havet på bred front i stället för koncentrera sig på kortväga överflygningar (vilket större fåglar nyttjar) och ropar ofta för att upprätthålla kontakt. Flyttningen kan börja redan i slutet av augusti i de östligaste och nordligaste delarna av utbredningsområdet, men huvuddelen av fåglarna, som har kortare avstånd att tillryggalägga, beger sig söderut från september till mitten av december. Dåligt väder kan dock tvinga dem att flytta längre. Återflyttningen varierar mellan mitten av februari runt Medelhavet till maj i norra Sverige och centrala Sibirien.

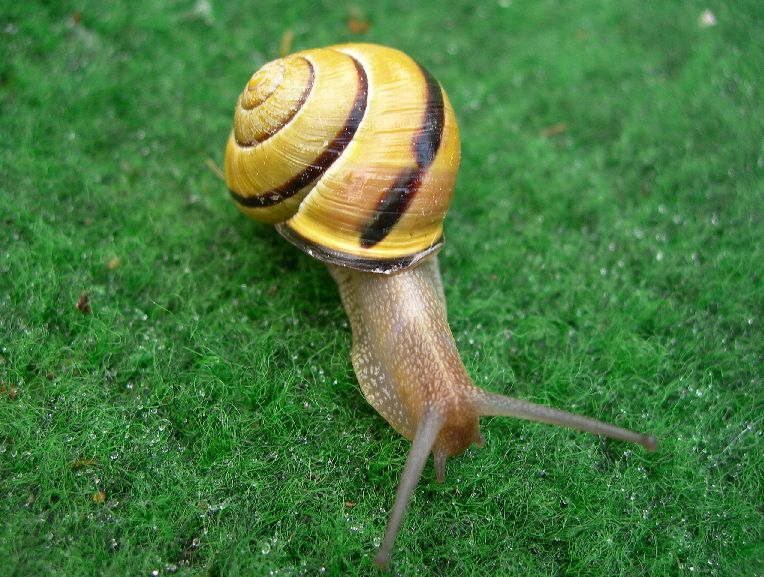
Parksnäcka är ett vanligt bytesdjur.

### Föda
Taltrasten är allätare och äter många sorters ryggradslösa djur, särskilt maskar och snäckor, samt mjuk frukt och bär. Liksom släktingen koltrast hittar taltrasten bytesdjur med synen och har en jaktteknik på öppen mark där den springer och stannar till, och rotar igenom lövhögar på jakt efter saker att äta. Taltrastarna äter mest insekter, sniglar och larver. På höstarna domineras födan av bär, mest blåbär och lingon, men även soppar.
Snäckor är särskilt viktiga när torka eller dåligt väder gör det svårt att hitta annan föda. Trasten använder ofta en favoritsten som "städ" som den krossar snäckan mot innan den drar ut den mjuka kroppen vilken den alltid stryker mot marken före förtäring. Unga fåglar plockar först föremål och försöker leka med dem tills de lär sig att använda städ som redskap för att krossa snäckor. Boungarna utfodras mestadels med animalisk föda såsom maskar, snäckor, sniglar samt insekter och deras larver.
Parksnäcka (Cepaea nemoralis) äts regelbundet av taltrasten, och dess polymorfa skalmönster har föreslagits som evolutionära svar för att begränsa predation, men taltrastar kanske inte är den enda selektiva kraften som är inblandad.

## Taltrasten och människan

### Status
Taltrasten har en mycket stor utbredning, som uppskattas till 10 miljoner kvadratkilometer, och en stor population, med uppskattningsvis 40 till 71 miljoner individer enbart i Europa.
I västra Palearktis finns tecken på nedgång i populationen, men på en nivå under den tröskel som krävs för rödlistning på global nivå (det vill säga en minskning i antal av mer än 30 % på tio år eller tre generationer) och IUCN kategoriserar arten som "livskraftig" (LC). I Storbritannien och Nederländerna har populationen minskat med mer än 50 % och taltrasten upptas i regionala rödlistor. Minskningarna är störst i jordbruksområden (73 % sedan mitten av 1970-talet) och antas bero på förändringar i jordbruksmetoder under de senaste årtiondena. De exakta orsakerna till minskningen är inte kända men kan ha att göra med att häckar försvunnit, att bönderna har övergått till att så grödor på hösten istället för våren, och troligen den ökade användningen av bekämpningsmedel. Dessa förändringar kan ha minskat tillgången på föda och boplatser. I trädgårdar kan användningen av förgiftade beten för att bekämpa snäckor och sniglar utgöra ett hot och i stadsområden blir en del trastar överkörda av bilar när de använder vägytan till att krossa snäckor.

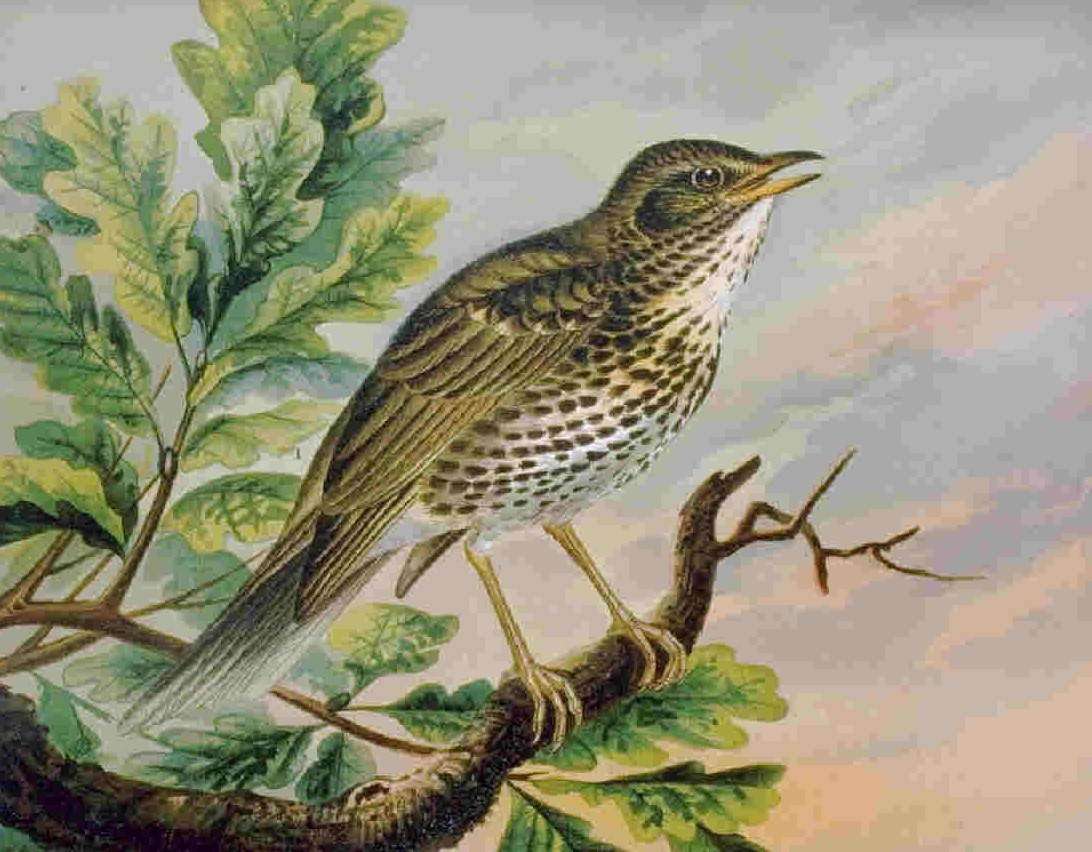
Illustration av taltrast från Naumanns Naturgeschichte der Vögel Mitteleuropas, 1901

Trastar har fångats för att ätas från så lång tid tillbaka som 12 000 år sedan och ett tidigt omnämnande finns i Odysséen: "Som vingsnabba trastar och duvor, flygande hem mot sitt bo, blir fast i snaran man gillrat inne i busksnåren lömskt och möter ett fasansfullt rede.". Jakten pågår än idag runt Medelhavet, men anses inte vara någon betydande faktor för artens nedgång i delar av utbredningsområdet.
Tills åtminstone 1800-talet hölls taltrasten som burfågel på grund av sin melodiska sång. Liksom för jakten finns det få belägg för att infångandet av vilda fåglar har haft någon betydande effekt på populationerna.

### Namn
Taltrasten kallades förr för bland annat sångtrast, klädra, klådra, klera, fjällstare, talltrast, gäddtrast, maaltrost, vaka och den norske nattergal.
Klåra och kledra är vanliga namn i Småland samt klödra i Östergötland.
I Norge kallades den natvuku, och benämningen nattvaka eller vaka var vanligast i Västsverige, klera förekom främst i Småland medan maaltrost främst användes i Norrland. På Gotland har den kallats vårtrast.
Taltrasten bär sitt ursprungliga vetenskapliga namn, Turdus philomelos, som den tilldelades 1832 av Brehm. Släktesnamnet Turdus är det latinska ordet för trast, och artepitetet syftar på  Filomela från grekisk mytologi, som fick sin tunga avskuren, men förvandlades till en sångfågel. Namnet kommer från grekiskans philo- (älskande), och melos (sång). I vissa publikationer har den tilldelats det vetenskapliga namnet Turdus musicus vilket även är en föråldrad synonym till rödvingetrasten.

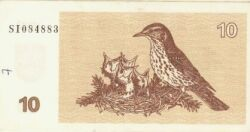
10-talonassedel tryckt 1992 i Litauen, med taltrasten som motiv.

### I kulturen
Taltrastens karakteristiska sång, med melodiska fraser som upprepas två eller flera gånger, beskrivs av den brittiske 1800-talspoeten Robert Browning i dikten Home Thoughts, from Abroad.
Sången inspirerade också den brittiske 1800-talsförfattaren Thomas Hardy, som beskrev den i Darkling Thrush, men den brittiske 1900-talspoeten Ted Hughes i Thrushes koncentrerade sig på dess jaktskicklighet. Den walesiska 1900-talspoeten R.S. Thomas skrev 15 dikter rörande koltrastar och andra trastar, däribland The Thrush, om taltrasten.
I The Tables Turned omnämner den romantiske poeten William Wordsworth taltrasten.
I Esaias Tegnérs Frithiofs saga figurerar också taltrasten i sjunde dikten, Frithiofs lycka: Hör vakan sjunger genom lunden, den sången är från Valhalls strand;.
Den svenske naturmålaren Bruno Liljefors valde taltrasten som motiv ett flertal gånger, exempelvis i målningarna Taltrast vid bo (1888), Sångtrasten (1888) och Landskap med taltrast vid vattendrag (1891). 
Taltrasten är emblemet för fotbollslaget West Bromwich Albion. Den valdes eftersom den pub där laget brukade byta om höll en tam trast i en bur. Det ledde också till Albions tidiga smeknamn The Throstles.
Taltrasten är Smålands landskapsfågel. Taltrasten förekom även på en av de sedlar som Litauen tryckte mellan åren 1991-1993, av valutan talonas.

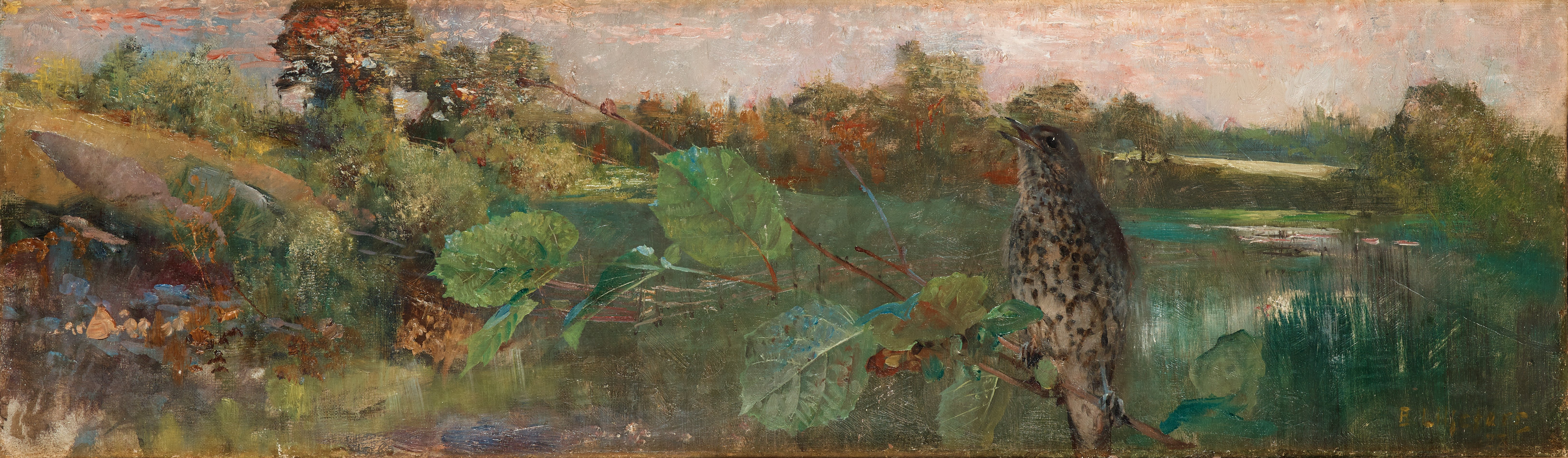
Sångtrasten, från 1888 av Bruno Liljefors.